# Мелець
Ме́лець (пол. Mielec) — місто в Польщі в Сандомирській котловині, на річці Віслока.
Адміністративний центр Мелецького повіту Підкарпатського воєводства.

## Демографія
Демографічна структура станом на 31 березня 2011 року:
|          | Загалом | Допрацездатний вік | Працездатний вік | Постпрацездатний вік |
| -------- | ------- | ------------------ | ---------------- | -------------------- |
| Чоловіки | 29716   | 5456               | 21011            | 3249                 |
| Жінки    | 31833   | 5210               | 19808            | 6815                 |
| Разом    | 61549   | 10666              | 40819            | 10064                |

## Згадки у художній літературі
Згаданий у главі «Над каламутним Сяном» повісті «Бентежна юність» Костянтина Паустовського, що працюючи на санітарному потязі під час 1 Світової війни, побував у цих місцях. 
|  | На ранок ми зупинилися у містечку Мелеце. Я не встиг його роздивитись. Попереду, біля Дембиці, йшов бій і нас відправили туди. Я лише встиг побачити з вікна веселі зелені пагорби, черепичні дахи, стіни, зарослі хмелем і білі, як крейда, дороги, обрамлені тополями |

## Відомі особистості
В поселенні народився:
- Ян Веринський (1897—1940) — польський політик.

## Міста-побратими
- Мукачеве, Україна, 2011